# I. e. 45
Évszázadok: i. e. 2. század – i. e. 1. század – 1. század
Évtizedek: i. e. 90-es évek – i. e. 80-as évek – i. e. 70-es évek – i. e. 60-as évek – i. e. 50-es évek – i. e. 40-es évek – i. e. 30-as évek – i. e. 20-as évek – i. e. 10-es évek – i. e. 1-es évek – 1-es évek
Évek: i. e. 50 – i. e. 49 – i. e. 48 – i. e. 47 –  i. e. 46 – i. e. 45 –  i. e. 44 – i. e. 43 – i. e. 42 – i. e. 41 – i. e. 40

## Események

### Róma
- Caius Iulius Caesart választják egyedüli consulnak.
- Életbe lép a julián naptár, amit Caesar utasítására Szoszigenész alexandriai csillagász dolgozott ki.
- Caesart élethosszig dictatorrá, 10 évre consullá nevezik ki. Ezzel nyíltan zsarnokká válik; sokan királyi ambícióitól tartanak.
- Caesar Hispaniában a mundai csatában legyőzi az ifjabb Pompeius és Titus Labienus által vezetett felkelőket, lezárva ezzel a polgárháborút. Labienus elesik a csatában, Pompeiust kivégzik.
- Caesar Hispalisban (ma Sevilla) római coloniát alapít.
- Caesar adoptálja unokaöccsét, Octavianust és egyedüli örökösének teszi meg.
- Syriában Pompeius egykori főtisztje, Quintus Caecilius Bassus összeesküvést sző és saját katonáival meggyilkoltatja Sextus Iulius Caesar helytartót. Ezután a hozzá átálló katonákkal Ciliciába szökik. Caesar Quintus Cornificiust nevezi ki a provincia új kormányzójának.

## Születések
- Iullus Antonius, Marcus Antonius fia.
- Vang Mang, kínai trónbitorló, a rövid életű Hszin-dinasztia alapítója

## Halálozások
- Titus Labienus, római hadvezér
- Cnaeus Pompeius, római politikus, Pompeius Magnus fia
- Publius Cornelius Sulla, római politikus (a hírhedt dictator unokaöccse)

## Fordítás
- Ez a szócikk részben vagy egészben  a(z)   45 av. J.-C. című francia Wikipédia-szócikk ezen változatának fordításán alapul.  Az eredeti cikk szerkesztőit annak laptörténete sorolja fel. Ez a jelzés csupán a megfogalmazás eredetét és a szerzői jogokat jelzi, nem szolgál a cikkben szereplő információk forrásmegjelöléseként.